# László Muskát
László Muskát (* 26. Januar 1903; † 23. September 1966) war ein ungarischer Sprinter und Hürdenläufer.
Bei den Olympischen Spielen 1924 in Paris wurde er Vierter in der 4-mal-100-Meter-Staffel. Über 100 Meter und 110 Meter Hürden schied er im Vorlauf aus.
1924 wurde er Ungarischer Meister über 110 Meter Hürden.

## Persönliche Bestzeiten
- 100 m: 11,1 s, 1924
- 110 m Hürden: 15,6 s, 1925